# Elsie Holloway
 (février 2021).
La mise en forme du texte ne suit pas les recommandations de Wikipédia : il faut le « wikifier ».
Les points d'amélioration suivants sont les cas les plus fréquents. Le détail des points à revoir est peut-être précisé sur la page de discussion.
- Les titres sont pré-formatés par le logiciel. Ils ne sont ni en capitales, ni en gras.
- Le texte ne doit pas être écrit en capitales (les noms de famille non plus), ni en gras, ni en italique, ni en « petit »…
- Le gras n'est utilisé que pour surligner le titre de l'article dans l'introduction, une seule fois.
- L'italique est rarement utilisé : mots en langue étrangère, titres d'œuvres, noms de bateaux, etc.
- Les citations ne sont pas en italique mais en corps de texte normal. Elles sont entourées par des guillemets français : « et ».
- Les listes à puces sont à éviter, des paragraphes rédigés étant largement préférés. Les tableaux sont à réserver à la présentation de données structurées (résultats, etc.).
- Les appels de note de bas de page (petits chiffres en exposant, introduits par l'outil «  Source ») sont à placer entre la fin de phrase et le point final[comme ça].
- Les liens internes (vers d'autres articles de Wikipédia) sont à choisir avec parcimonie. Créez des liens vers des articles approfondissant le sujet. Les termes génériques sans rapport avec le sujet sont à éviter, ainsi que les répétitions de liens vers un même terme.
- Les liens externes sont à placer uniquement dans une section « Liens externes », à la fin de l'article. Ces liens sont à choisir avec parcimonie suivant les règles définies. Si un lien sert de source à l'article, son insertion dans le texte est à faire par les notes de bas de page.
- La présentation des références doit suivre les conventions bibliographiques. Il est recommandé d'utiliser les modèles {{Ouvrage}}, {{Chapitre}}, {{Article}}, {{Lien web}} et/ou {{Bibliographie}}. Le mode d'édition visuel peut mettre en forme automatiquement les références.
- Insérer une infobox (cadre d'informations à droite) n'est pas obligatoire pour parachever la mise en page.

Pour une aide détaillée, merci de consulter Aide:Wikification.
Si vous pensez que ces points ont été résolus, vous pouvez retirer ce bandeau et améliorer la mise en forme d'un autre article.
Pour les articles homonymes, voir Holloway.
Elsie Holloway, née en 1882 à Saint-Jean de Terre-Neuve et morte en 1971, est une photographe canadienne connue pour ses portraits et ses photographies historiques de Terre-Neuve et de ses environs.

## Biographie
Elsie Holloway est la fille d'Henrietta Palfrey et de Robert E. Holloway, un photographe de paysage, qui initie ses deux enfants, Bert et Elsie, au processus technique,,.
Au début des années 1900, Elsie et Bert fondent le Holloway Studio de Saint-Jean, qui est le premier studio de portrait à Terre-Neuve,. Bert se spécialise dans les paysages, et Elsie se tourne vers les portraits. En 1915, Bert s'enrôle dans l'armée et meurt en 1917 à la bataille de Monchy-le-Preux pendant la Première Guerre mondiale. Elsie, quant à elle, réalise des portraits des soldats du régiment de Saint-Jean.
Après la guerre, Holloway garde le studio ouvert, poursuivant la pratique entamée avec son défunt frère. En 1932, elle photographie notamment le vol d'Amelia Earhart depuis Harbour Grace, durant lequel l'aviatrice entreprend son vol transatlantique en solitaire,.
En 1946, Holloway prend sa retraite et vend son studio, puis meurt en 1971 à Saint-Jean,. De nombreux négatifs en verre de Holllway ont été dépouillés de leur émulsion et utilisés pour construire une serre. L'organisme culturel provincial The Rooms à Terre-Neuve conserve des photographies de cette photographe.